# Distretto di Capachica
Il distretto di Capachica è uno dei quindici distretti della provincia di Puno, in Perù. Si trova nella regione di Puno e si estende su una superficie di 117,06 chilometri quadrati.

Ha per capitale la città di Capachica; nel censimento 2005 si contava una popolazione di 10.320 unità.